# Mel Counts
Melvin Grant Counts (ur. 16 października 1941 w Coos Bay) – amerykański koszykarz, środkowy, mistrz olimpijski z Tokio oraz dwukrotny mistrz NBA w barwach Boston Celtics.
Jest rekordzistą NCAA w liczbie kolejnych double-double (29) uzyskanych w trakcie pojedynczego sezonu (30.11.1963–10.03.1964).

## Osiągnięcia
NCAA
- Wybrany do:
  - II składu All-American (1963 przez NABC, 1964)[4]
  - składu All-American Honorable Mention (AP - 1963)

NBA
- 2-krotny mistrz NBA (1965–1966)[2]
- 4-krotny finalista NBA (1968–1970, 1973)[2]

Reprezentacja
- Mistrz olimpijski (1964)[1]